# لقمان (اسم)
لقمان هو اسم علم مذكر من أصل عربي، ومعناه هو الرجل الكثير اللقم والأكل أو التلقام، مأخوذٌ من الفعل لقم أي: أكل سريعًا لكن الناس لم لا يسمون أبناءهم باسم لقمان لأجل هذه الصفات وإنما تيمنًا بلقمان الحكيم الذي ورد ذكره في القرآن كما في محكم التنزيل في قوله-تعالى-: ﴿ولقد آتينا لقمان الحكمة﴾ [لقمان من الآية 12]ولهذا عرف بالحكيم، ولقد كان لقمان من قوم «عاد» في طليعة المعمرين في العالم بعد الخضر وقد حدد المفسرون والمؤرخون عمره بـ 560 سنة، وزاد بعضهم عمره على ذلك، وذكروا أنه طلب من ربه أن يعمر طويلًا، فأعطاه طلبه، وعمَّر عمر سبعة أنسر ولذلك عرف بلقمان النسور وقد كان مسلمًا لله يؤيده قوله تعالى: ﴿وإذ قال لقمان لابنه وهو يعظه يا بني لا تشرك بالله إن الشرك لظلمٌ عظيمٌ﴾ [لقمان13].

## الأصل اللغوي
يعود الاسم إلى الفعل اللغوي (لقم) واللَّقْمُ: سُرعة الأَكل والمُبادرةُ إِليه. لَقِمَه لَقْماً والْتَقَمَه وأَلْقَمَه إِياه، ولَقِمْت اللُّقْمةَ أَلْقَمُها لَقْماً إِذا أَخَذْتَها بِفِيك، وأَلْقَمْتُ غَيْرِي لُقْمةً فلَقِمَها. والْتَقَمْت اللُّقْمةَ أَلْتَقِمُها الْتِقَاماً إِذا ابْتَلَعْتها فِي مُهْلة، ولَقَّمْتها غَيْرِي تَلْقِيماً. وَفِي الْمَثَلِ: سَبَّه فكأَنما أَلْقَمَ فَاهُ حَجَراً.
وذكر صاحب تهذيب اللغة: بأن مصدر لقمان اللقم ولقمتُ الطَّرِيق وَغير الطَّرِيق ألقُمه لَقْماً: سَدَدْتُ فمَه. واللقَم محرَّك: معظَم الطَّرِيق. غَيره: لقمتُ اللقْمة ألقَمها لَقْماً: إِذا أخذْتَها بفيك. وألقمتُ غَيْرِي لُقْمة فلقمِها، والتقمْتُ لُقْمةً ألتَقِمها الْتِقاماً.
وورد في القاموس المحيط والأصل في لقمان الفعل التقم :"والْتَقَمَه أي: ابْتَلَعَه، وتِلْقام وتِلْقامة، وتُشَدُّ قافُهما، أي: عظيمُ اللُّقَمِ، واللُّقْمةُ، وتُفْتَحُ: ما يُهَيَّأُ للَّقْمِ. واللَّقيمُ: ما يُلْقَمُ، ولَقَمَ الطريقَ وغيرَه: سَدَّ فَمَه، والإِلْقامُ: أن يَعْدُو البعيرُ في أثْناءِ مَشْيِهِ، وسَمَّوْا: لُقَيْماً، كزُبيرٍ وعثمانَ".

## شخصيات تحمل الاسم
- لقمان الحكيم
- لقمان بن شبة
- لقمان ديركي (1966 – )
- لقمان لاوال (ملاكم نيجيري، 19 نوفمبر 1988 – )
- لقمان محسن سليم (ناشط لبناني، 1962 – )
- لقمان نيود (سبّاح إندونيسي، 21 أكتوبر 1963 – )
- لقمان هارونا (لاعب كرة قدم نيجيري، 4 ديسمبر 1990[6] – )

## وصلات خارجية
- موسوعة السلطان قابوس لأسماء العرب نسخة محفوظة 5 أبريل 2019 على موقع واي باك مشين.